# Phaeoidiomyces qualeae
Phaeoidiomyces qualeae är en svampart som beskrevs av Dorn.-Silva & Dianese 2004. Phaeoidiomyces qualeae ingår i släktet Phaeoidiomyces, divisionen sporsäcksvampar och riket svampar.   Inga underarter finns listade i Catalogue of Life.